# Jacques Renard (militaire)
Pour les articles homonymes, voir Jacques Renard et Renard (homonymie).
Cet article concerne le compagnon de la Libération des Forces françaises libres. Pour le compagnon de la Libération des Forces françaises de l'intérieur, voir Jacques Renard (résistant).
Jacques Renard, né Jacob Kramer le 21 juillet 1902 à Magdebourg (Allemagne) et mort le 19 mars 1980 à Nice (France), est un militaire français d'origine allemande, compagnon de la Libération. Engagé dans la Légion étrangère dans les années 1920, il combat dans les colonies françaises d'Afrique du Nord. Lors de la Seconde Guerre mondiale, il combat en Norvège, en Afrique et au Moyen-Orient. Grièvement blessé lors de la bataille de Bir Hakeim, il poursuit néanmoins sa carrière militaire à des postes administratifs jusqu'à sa retraite.

## Biographie

### Jeunesse et engagement
Jacob Kramer naît le 21 juillet 1902 à Magdebourg en Allemagne. En 1920, il s'engage dans la Légion étrangère sous l'identité de Jacques Renard qu'il conservera tout le reste de sa vie. Affecté au 4e régiment étranger, il combat au Maroc où il est blessé par balle en février 1922. Promu sergent en novembre 1924, il est muté au 3e régiment étranger d'infanterie et combat à nouveau au Maroc pendant la guerre du Rif. Promu adjudant et naturalisé français en 1931, il est en Algérie jusqu'en 1933 avec le 1er régiment étranger. De nouveau au Maroc avec le 3e RE après être passé adjudant-chef, il y reste jusqu'en mars 1938, date à laquelle il est promu sous-lieutenant. Il retrouve alors le 4e RE auquel il est affecté jusqu'à la déclaration de la Seconde Guerre mondiale en septembre 1939.

### Seconde Guerre mondiale
En mars 1940, Jacques Renard est affecté au corps expéditionnaire français en Scandinavie et prend part à la campagne de Norvège en mai et juin 1940. À l'issue de cette campagne, le corps expéditionnaire, commandé par le général Béthouart, se retrouve stationné en Angleterre où il apprend la nouvelle de l'armistice du 22 juin 1940. Comme la plupart de ses camarades, Jacques Renard décide de poursuivre la lutte et de se rallier à la France libre. Mis à la tête de la 1re compagnie de transmissions des forces françaises libres, il est engagé dans la bataille de Dakar puis participe à la campagne du Gabon. Il combat ensuite les italiens en Érythrée puis lors de la campagne de Syrie en juin 1941. Promu capitaine, il prend le commandement du 1er bataillon de transmissions des FFL puis participe à la guerre du désert en Libye en 1942.
Il prend part à la bataille de Bir Hakeim de mai à juin 1942 au cours de laquelle il s'assure de la continuité des transmissions entre les unités engagées. Plusieurs fois blessé au cours de la bataille, il doit être amputé d'une jambe et ne pourra plus participer directement aux combats. Il sort de l'hôpital en février 1943 pour prendre la tête du service des transmissions en Syrie. Au début de l'année 1944, il est muté aux services extérieurs puis en décembre de la même année devient chef des services spéciaux de Corse.

### Après-guerre
Promu chef de bataillon en mars 1945, il sert dans les troupes françaises d'Allemagne jusqu'en 1950. Lieutenant-colonel en juillet 1952, il est inspecteur technique des matériels de transmissions de la 9e région militaire à Marseille où il prend sa retraite en juillet 1958 avec le grade de colonel.
Jacques Renard meurt le 19 mars 1980 à Nice où il est inhumé.

## Décorations
|  |  |  |  |  |  |
|  |  |  |  |  |  |
|  |  |  |  |  |  |
|  |  |  |  |  |  |
|  |  |  |  |  |  |
|  |  |  |  |  |  |

| Grand Officier de la Légion d'honneur                                                     | Grand Officier de la Légion d'honneur                                                     | Compagnon de la Libération                                           | Compagnon de la Libération                                           | Médaille militaire                                      | Médaille militaire                                      |
| Croix de guerre 1939-1945                                                                 | Croix de guerre 1939-1945                                                                 | Croix de guerre des Théâtres d'opérations extérieurs                 | Croix de guerre des Théâtres d'opérations extérieurs                 | Médaille des blessés de guerre                          | Médaille des blessés de guerre                          |
| Médaille de la Résistance française                                                       | Médaille de la Résistance française                                                       | Croix du combattant volontaire Avec agrafe "Guerre 1939-1945"        | Croix du combattant volontaire Avec agrafe "Guerre 1939-1945"        | Croix du combattant                                     | Croix du combattant                                     |
| Médaille coloniale Avec agrafes "Maroc 1925", "Sahara", "AEF", "Érythrée" et "Bir Hakeim" | Médaille coloniale Avec agrafes "Maroc 1925", "Sahara", "AEF", "Érythrée" et "Bir Hakeim" | Médaille commémorative des services volontaires dans la France libre | Médaille commémorative des services volontaires dans la France libre | Médaille commémorative française de la guerre 1939-1945 | Médaille commémorative française de la guerre 1939-1945 |
| Médaille commémorative de Syrie-Cilicie                                                   | Médaille commémorative de Syrie-Cilicie                                                   | Croix de guerre (Norvège)                                            | Croix de guerre (Norvège)                                            | Commandeur de l'ordre du Ouissam alaouite (Maroc)       | Commandeur de l'ordre du Ouissam alaouite (Maroc)       |
| Medalla de la Paz de Marruecos (Espagne)                                                  | Medalla de la Paz de Marruecos (Espagne)                                                  | Medalla de la Paz de Marruecos (Espagne)                             | Chevalier de l'ordre du Mérite (Syrie)                               | Chevalier de l'ordre du Mérite (Syrie)                  | Chevalier de l'ordre du Mérite (Syrie)                  |